# Titraustes

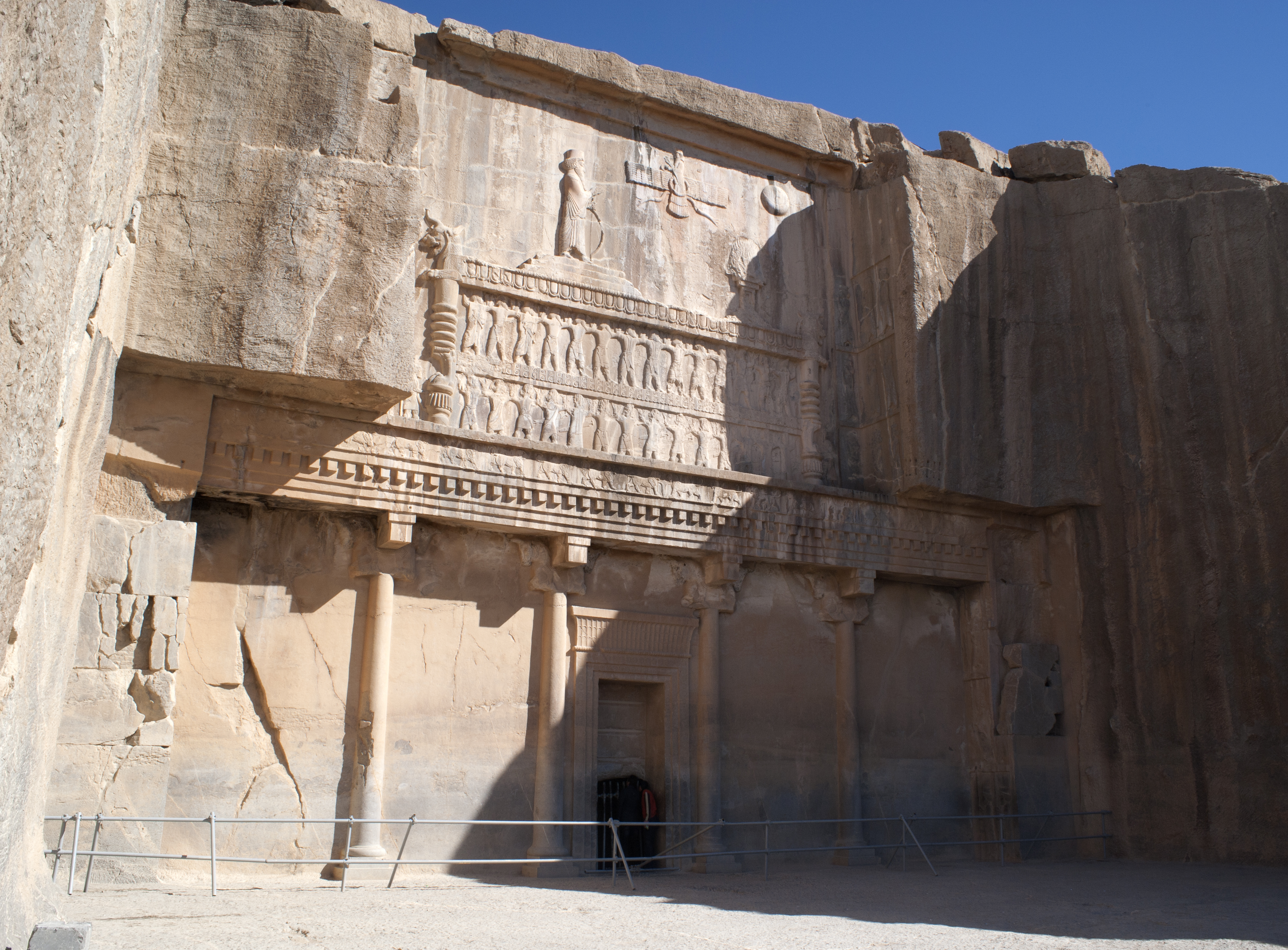
Tomba a Persèpolis d'Artaxerxes II de Pèrsia, gran rei a l'època de Titraustes.

Titraustes (Tithraustes, Τιθραύστης) fou un sàtrapa persa.
El 395 aC Artaxerxes II de Pèrsia va enviar a Tritaustes per matar Tisafernes i substituir-lo en el govern de la satrapia de Lídia o Sardes. Tisafernes fou sorprès en el bany per Tritaustes, que portava una carta del rei, i se li va tallar el cap, que fou enviat a la cort. Va iniciar negociacions amb Agesilau II d'Esparta al que va comunicar que el causant de la guerra, Tisafernes, era mort, i es podia retirar, i proposava la pau sobre la base de què les ciutats gregues d'Àsia serien independents, pagant únicament l'antic tribut a Pèrsia.
Agesilau va demanar temps per sol·licitar instruccions al seu govern, i mentre Tritaustes el va enviar a la satrapia de Farnabazos més al nord, a la Frígia Hel·lespòntica i encara li va donar diners per l'expedició. Però aviat es va convèncer que Agesilau no tenia intenció de sortir de la zona, i va enviar a Timòcrates de Rodes, amb 50 talents, per subornar a dirigents grecs per fer la guerra Esparta i obligar que Agesilau fos cridat pel seu govern; així va esclatar l'anomenada guerra de Corint. Vers el 393 aC fou substituït per Tiribazos, que es va enviar a Antàlcides per negociar. Probablement fou el militar que junt amb Farnabazos i Abròcomes va dirigir l'expedició persa a Egipte vers 392/390 aC.
Un quiliarca (visir) de nom Tritaustes apareix a Susa el 367 aC quan Pelòpides i Ismènies van anar en ambaixada a la cort persa. Un Tritaustes apareix actuant contra el rebel Artabazos el 356 aC i fou derrotat pel general atenenc Cares. No se sap si ambdós o algun d'aquestos era el mateix Titraustes que fou sàtrapa.